# Pol-e Khomri
Pol-e Khomri (persiska: پل خمری) är en stad i norra Afghanistan med lite mer än 100 000 invånare. Staden är huvudstad i provinsen Baghlan och ligger vid väg A76. Omkring hälften av invånarna är tadzjiker, som därmed utgör den största etniska gruppen.